# Ville-sur-Jarnioux
Ville-sur-Jarnioux – miejscowość i gmina we Francji, w regionie Owernia-Rodan-Alpy, w departamencie Rodan.
Według danych na rok 1990 gminę zamieszkiwało 571 osób, a gęstość zaludnienia wynosiła 56 osób/km² (wśród 2880 gmin regionu Rodan-Alpy Ville-sur-Jarnioux plasuje się na 1082. miejscu pod względem liczby ludności, natomiast pod względem powierzchni na miejscu 1106.).